# NEODyS
NEODyS (acrònim de l'anglès: Near Earth Objects Dynamic Site) és un servei italià i espanyol que proporciona informació sobre objectes propers a la Terra amb una interfície basada en web. Es basa en una base de dades mantinguda de forma contínua i (gairebé) automàtica d'òrbites d'asteroides propers a la Terra. Aquest lloc proporciona una sèrie de serveis a la comunitat NEO. El servei principal és un sistema de control d'impacte (CLOMON2) de tots els asteroides propers a la Terra que cobreixen un període fins a l'any 2100.

## Serveis
- Pàgina de risc: el servei més important[cal citació] és la producció d'una pàgina de risc on tots els NEO amb probabilitats d'impactar a la Terra més grans de 10−11 fins al 2100 es mostren en una llista de risc. A la taula de la llista de riscos, els NEO es divideixen en "Especial", com és el cas de (99942) Apophis; "Observable", objectes que actualment són observables i que necessiten un seguiment crític per millorar la seva òrbita; "Possible recuperació", objectes que no són visibles actualment, però que es poden recuperar en un futur pròxim; "Perduts", objectes que tenen una magnitud absoluta (H) més brillant que 25, però que pràcticament es perden, sent la seva òrbita massa incerta; i "Petits", objectes amb una magnitud absoluta inferiors a 25 i, fins i tot si estan "perduts", es consideren massa petits per provocar greus danys a terra.
- Efemèrides: proporciona efemèrides de l'objecte, és a dir, posició en el cel, magnitud V, altitud, massa de l'aire, elongació solar i lunar, angle de fase, coordenades galàctiques, distància R al Sol, distància delta a la Terra, moviment sobre el cel i incertesa al cel.
- Predicció d'observació: proporciona la posició de l'objecte en un moment concret, informació útil per a l'observador i un gràfic que mostra la incertesa en el cel.
- Informació orbital: proporciona els paràmetres dinàmics de l'òrbita de l'objecte.
- proporciona els paràmetres dinàmics de l'òrbita de l'objecte.
- MOID: mostra la Distància mínima d'intersecció orbital (MOID) de l'objecte.
- Elements apropiats: mostra les propietats seculars de l'objecte.
- Informació observacional: proporciona dades tant d'observacions òptiques com de radar i el seu rendiment estadístic
- Aproximacions properes: proporciona una taula amb tots els enfocaments propers fins a l'any 2100 amb els planetes del Sistema solar.
- Recerca: proporciona la possibilitat de consultes en la base de dades segons els paràmetres orbitaris o les condicions observacionals o les aproximacions properes amb els planetes del Sistema solar.
- Observatoris: és possible accedir a la informació relativa als observatoris i les seves actuacions..
- Altres serveis: Informació física proporcionada per l'European Asteroid Research Node (E.A.R.N.); Animació de òrbita proporcionada per l'Oficina del Programa NEO al Jet Propulsion Laboratory

## Com funciona NEODyS
NEODyS es basa en una base de dades Postgresql que s'executa en un sistema Linux.
La base de dades d'òrbites es manté de forma contínua i automàtica amb les observacions més recents del Minor Planet Center. Les òrbites es computen amb el paquet de programari OrbFit proporcionat pel Consorci OrbFit. Tots els serveis computacionals proporcionats per aquest lloc també es poden fer amb aquest paquet de programari.

## Futura expansió de NEODyS
NEODyS s'està expandint i millorant contínuament. Les següents tasques del projecte són les següents:
- Les incerteses de totes les quantitats proporcionades amb l'òrbita, per exemple, MOID i magnitud absoluta
- Velocitat variable per a la monitorització d'impactes, basada en la incertesa de l'òrbita
- Inclusió de pertorbacions no gravitacionals en el model dinàmic

## Actualització important
El 5 de febrer de 2009, NEODyS va realitzar una important actualització del sistema. Hi ha disponible una nova interfície web amb el programari lliure PHP. Això permet un sistema més flexible i fàcil d'actualitzar. En el mateix període, el sistema es va canviar a la nova versió del codi Fortran 95 OrbFit 4.0.

## L'equip NEODyS
L'equip NEODyS està format per Andrea Milani (Dep. de Matemàtiques, Universitat de Pisa, Itàlia), María Eugenia San Saturio Lapeña (ETS d'Enginyers Industrials, Universitat de Valladolid), Óscar Arratia (Universitat de Valladolid), Fabrizio Bernardi (IASF- INAF, Roma, Itàlia), Giovanni F. Gronchi (Universitat de Pisa, Itàlia), Giovanni B. Valsecchi (IASF-INAF, Roma, Itàlia) i Giacomo Tommei Arxivat 2015-11-23 a Wayback Machine. (Universitat de Pisa, Itàlia).